# Arne Lund
Arne Roland Lund, född 24 maj 1926 i Göteborg, död 12 februari 2017, var en svensk fotbollsspelare som spelade för Gais mellan 1947 och 1956.
Lund var en teknisk och brytsäker back som även var bra på huvudet. Han spelade sammanlagt 83 matcher och gjorde 3 mål för Gais i allsvenskan mellan säsongerna 1947/1948 och 1955/1956. Trots sammanlagt nio säsonger med klubben var han sällan helt ordinarie. Han spelade nio matcher då Gais säsongen 1953/1954 tog hem SM-guldet, men det var för få matcher för att han skulle tilldelas guldmedaljen.
I det civila var Lund banktjänsteman.